# Julien Bouillon
 (décembre 2011).
Si vous disposez d'ouvrages ou d'articles de référence ou si vous connaissez des sites web de qualité traitant du thème abordé ici, merci de compléter l'article en donnant les références utiles à sa vérifiabilité et en les liant à la section « Notes et références ».
Julien Bouillon (né le 30 novembre 1971 à Forcalquier) est un artiste contemporain français.

## Biographie
Julien Bouillon naît le 30 novembre 1971 à Forcalquier.
Diplômé de la Villa Arson, il réalise sa première exposition personnelle en 2002.
Il travaille avec le collectif d'artistes la Station, de 2005 à 2009.
Les supports privilégiés de ses œuvres sont la photographie, la vidéo, le son et le multimédia. 
Il expose entre autres, au Royaume-Uni, en Espagne, en Allemagne et aux États-Unis.